# Буџумбура
Буџумбура (фр. Bujumbura) је највећи град Бурундија и некадашња престоница, до пребацивања у град Гитега. Град се налази на крајњем североистоку језера Тангањика, и има око 300.000 становника. Буџумбура је и највећи град Бурундија и његов административни и културни центар. Буџумбуру су основали немачки колонизатори 1897. под именом Усумбура. То је био главни град њихове колоније Руанда-Урунди. Од 1918. до 1962. овде су владали Белгијанци.
Буџумбура је главна лука Бурундија. Она испоручује већину главног извоза земље, кафу, памук, као и руду калаја. Буџумбура је раније био главни град земље. Крајем децембра 2018, председник Бурундија Пјер Нкурунзиза најавио је да ће испунити обећање из 2007. године, да се Гитеги вратити претходни статус политичке престонице, а Бужумбура ће остати економска престоница и центар трговине. Гласање у Парламенту Бурундија озваничило је промену 16. јануара 2019, при чему се очекује да ће се сви огранци власти преселити у Гитегу у року од три године.

## Географија
Буџумбура се налази на североисточној обали језера Тангањика, другог најдубљег језера на свету после Бајкалског језера. Град такође лежи на ушћу реке Рузизи и две мање реке (Муха и Нтахангва).

### Клима
Буџумбуру карактерише клима тропске саване (Кепен: Aw) која се граничи са топлом полусушном климом (BSh). Постоје различите влажне и суве сезоне. Његова влажна сезона траје од октобра до априла, док сушна сезона покрива преосталих пет месеци. Упркос томе што се налази близу екватора, Бујумбура није тако врућа као што би се могло очекивати, због своје надморске висине. Просечне температуре су константне током године са високом температуром од око 29 °C (84 °F) и ниском температуром око 19 °C (66 °F).
| Клима Буџумбура (1961–1990, екстреми 1950–1990)                                                       | Клима Буџумбура (1961–1990, екстреми 1950–1990) | Клима Буџумбура (1961–1990, екстреми 1950–1990) | Клима Буџумбура (1961–1990, екстреми 1950–1990) | Клима Буџумбура (1961–1990, екстреми 1950–1990) | Клима Буџумбура (1961–1990, екстреми 1950–1990) | Клима Буџумбура (1961–1990, екстреми 1950–1990) | Клима Буџумбура (1961–1990, екстреми 1950–1990) | Клима Буџумбура (1961–1990, екстреми 1950–1990) | Клима Буџумбура (1961–1990, екстреми 1950–1990) | Клима Буџумбура (1961–1990, екстреми 1950–1990) | Клима Буџумбура (1961–1990, екстреми 1950–1990) | Клима Буџумбура (1961–1990, екстреми 1950–1990) | Клима Буџумбура (1961–1990, екстреми 1950–1990) |
| Показатељ \ Месец                                                                                     | .Јан.                                           | .Феб.                                           | .Мар.                                           | .Апр.                                           | .Мај.                                           | .Јун.                                           | .Јул.                                           | .Авг.                                           | .Сеп.                                           | .Окт.                                           | .Нов.                                           | .Дец.                                           | .Год.                                           |
| --- | ----------------------------------------------- | ----------------------------------------------- | ----------------------------------------------- | ----------------------------------------------- | ----------------------------------------------- | ----------------------------------------------- | ----------------------------------------------- | ----------------------------------------------- | ----------------------------------------------- | ----------------------------------------------- | ----------------------------------------------- | ----------------------------------------------- | ----------------------------------------------- |
| Апсолутни максимум, °C (°F)                                                                           | 34,6 (94,3)                                     | 35,0 (95)                                       | 34,0 (93,2)                                     | 35,0 (95)                                       | 32,0 (89,6)                                     | 32,0 (89,6)                                     | 33,0 (91,4)                                     | 33,0 (91,4)                                     | 33,8 (92,8)                                     | 34,3 (93,7)                                     | 33,8 (92,8)                                     | 34,8 (94,6)                                     | 35,0 (95)                                       |
| Максимум, °C (°F)                                                                                     | 29,1 (84,4)                                     | 29,7 (85,5)                                     | 29,3 (84,7)                                     | 29,2 (84,6)                                     | 29,9 (85,8)                                     | 29,9 (85,8)                                     | 29,2 (84,6)                                     | 30,0 (86)                                       | 30,9 (87,6)                                     | 30,1 (86,2)                                     | 29,1 (84,4)                                     | 28,9 (84)                                       | 29,6 (85,3)                                     |
| Просек, °C (°F)                                                                                       | 23,8 (74,8)                                     | 23,8 (74,8)                                     | 23,7 (74,7)                                     | 23,9 (75)                                       | 23,9 (75)                                       | 23,3 (73,9)                                     | 22,9 (73,2)                                     | 24,0 (75,2)                                     | 24,7 (76,5)                                     | 24,6 (76,3)                                     | 23,4 (74,1)                                     | 23,6 (74,5)                                     | 23,8 (74,8)                                     |
| Минимум, °C (°F)                                                                                      | 19,2 (66,6)                                     | 19,3 (66,7)                                     | 19,3 (66,7)                                     | 19,6 (67,3)                                     | 19,1 (66,4)                                     | 17,6 (63,7)                                     | 17,2 (63)                                       | 17,4 (63,3)                                     | 18,6 (65,5)                                     | 19,1 (66,4)                                     | 19,1 (66,4)                                     | 19,1 (66,4)                                     | 18,7 (65,7)                                     |
| Апсолутни минимум, °C (°F)                                                                            | 14,0 (57,2)                                     | 15,4 (59,7)                                     | 14,7 (58,5)                                     | 15,1 (59,2)                                     | 16,2 (61,2)                                     | 13,9 (57)                                       | 11,8 (53,2)                                     | 13,0 (55,4)                                     | 14,3 (57,7)                                     | 14,0 (57,2)                                     | 15,9 (60,6)                                     | 15,0 (59)                                       | 11,8 (53,2)                                     |
| Количина кише, mm (in)                                                                                | 100,3 (3,949)                                   | 85,7 (3,374)                                    | 117,5 (4,626)                                   | 111,9 (4,406)                                   | 56,6 (2,228)                                    | 8,9 (0,35)                                      | 2,7 (0,106)                                     | 13,4 (0,528)                                    | 33,0 (1,299)                                    | 59,0 (2,323)                                    | 97,1 (3,823)                                    | 99,6 (3,921)                                    | 785,7 (30,933)                                  |
| Дани са кишом (≥ 0.1 mm)                                                                              | 16                                              | 19                                              | 18                                              | 18                                              | 10                                              | 2                                               | 1                                               | 2                                               | 8                                               | 15                                              | 19                                              | 19                                              | 147                                             |
| Релативна влажност, %                                                                                 | 77                                              | 75                                              | 78                                              | 79                                              | 76                                              | 67                                              | 63                                              | 60                                              | 62                                              | 68                                              | 76                                              | 77                                              | 72                                              |
| Сунчани сати — месечни просек                                                                         | 167,4                                           | 158,2                                           | 176,7                                           | 165,0                                           | 210,8                                           | 255,0                                           | 272,8                                           | 251,1                                           | 213,0                                           | 189,1                                           | 150,0                                           | 164,3                                           | 2.373,4                                         |
| Сунчани сати — дневни просек                                                                          | 5,4                                             | 5,6                                             | 5,7                                             | 5,5                                             | 6,8                                             | 8,5                                             | 8,8                                             | 8,1                                             | 7,1                                             | 6,1                                             | 5,0                                             | 5,3                                             | 6,5                                             |
| Извор #1: World Meteorological Organization                                                           |                                                 |                                                 |                                                 |                                                 |                                                 |                                                 |                                                 |                                                 |                                                 |                                                 |                                                 |                                                 |                                                 |
| Извор #2: Deutscher Wetterdienst (mean temperatures 1950–1990, humidity 1953–1990, and sun 1951–1990) |                                                 |                                                 |                                                 |                                                 |                                                 |                                                 |                                                 |                                                 |                                                 |                                                 |                                                 |                                                 |                                                 |

## Привреда
Централна пијаца Буџумбуре налази се у центру града, дуж авеније Рвагасоре. Током геноцида у Бурундију, смањена је вероватноћа да ће грађани путовати далеко од центра града, а пијаце у суседним заједницама изгубиле су посао због централне пијаце у Буџумбури. Сходно томе, продавци су преселили своје пословање на централно тржиште, а многи су се настанили ван пијачне области због недостатка простора. Међутим, централна пијаца има највећи избор робе у граду, са продавницама које продају широк спектар робе.
У зору 27. јануара 2013. озбиљан пожар похарао је централну пијацу у Буџумбури. Због лошег респонса на ванредну ситуацију, пожар је трајао сатима, што је задало озбиљан ударац локалним трговинским центрима. Стотине продаваца, домаћих и страних, изгубило је своју робу у пожару и пратећој пљачки. Службе за хитне случајеве Бурундија нису могле саме да угасе пожар, те је суседна Руанда послала хеликоптере да помогну у реаговању на ванредне ситуације.

## Партнерски градови
- Хефеј